# Música garífuna
La Música garífuna es un tipo de música originado en Centroamérica, principalmente en el Caribe, la costa de Honduras, Belice, Guatemala y Nicaragua.
El principal instrumento musical son los tambores, maracas e instrumentos poco convencionales como las caracolas.

### Reseña
El uso de los tambores es un rol muy importante en la música de los garífunas. El principal de ella es el Segunda (un tambor de bajo). Estos son elaborados generalmente a mano por los garífunas a base de madera, troncos y piel de antílopes.
Hay ciertos tipos de canciones que son asociadas con su trabajo, algunas se tocan, otras se bailan y tienen algunas reservadas para rituales de su cultura.
Hay dos estilos principales, la Punta y la Paranda.
En cuanto a lo más destacado de la cultura musical garífuna, esta comunidad afro-caribeña gusta los ritmos enérgicos y cautivadores del tambor y su ritmo punta. Naturalmente dotados en lo que respecta a la danza, los garífuna también participan en unos peculiares, y relativamente competitivos, concursos de baile chumba y hunguhungu en los que la mayoría del movimiento gira en torno a una rotación circular de la cadera.

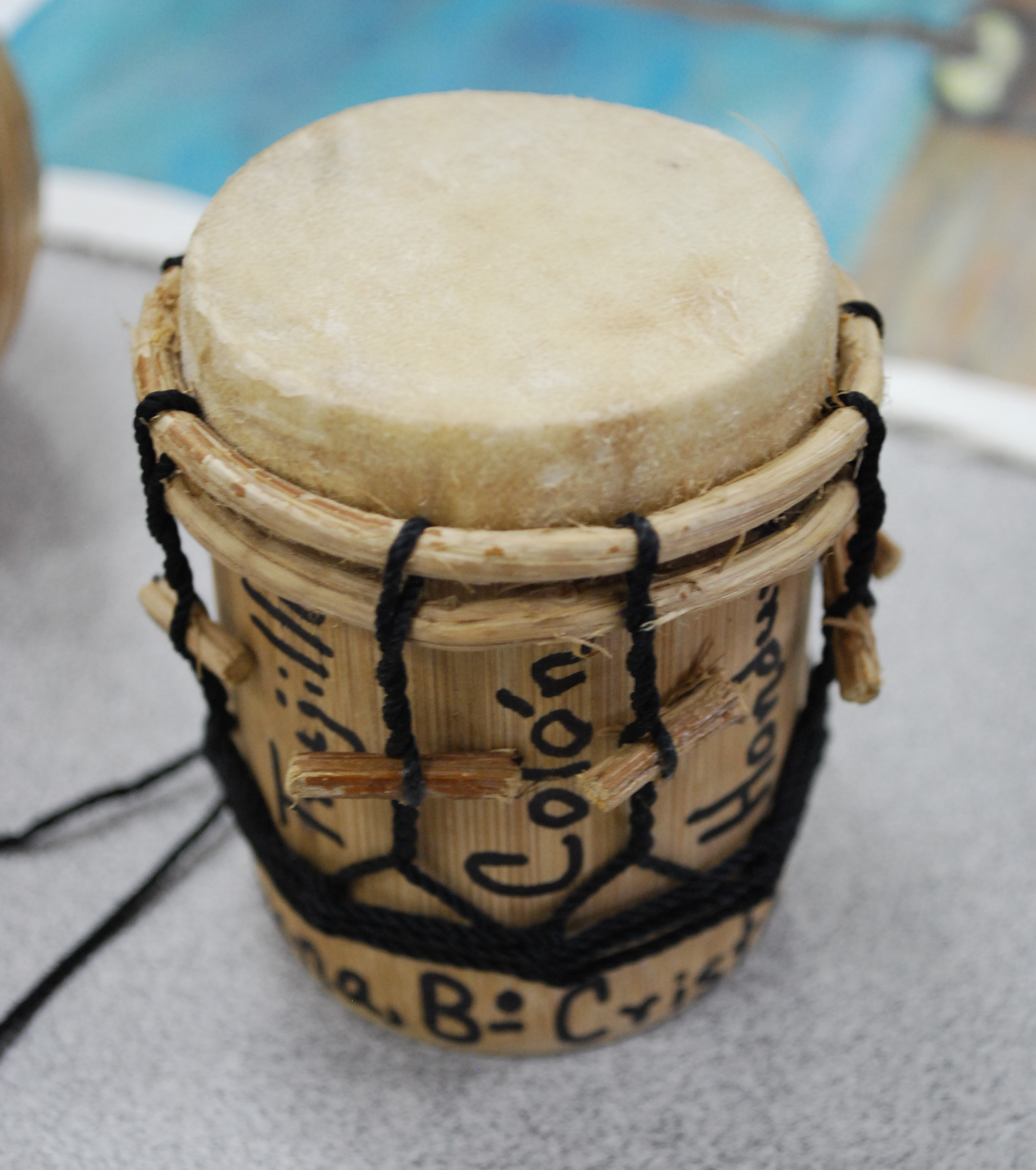
Tambor autóctono.

### Patrimonio de la humanidad
En 2001, la música, danza y el lenguaje de los garífunas fue proclamado como Patrimonio cultural inmaterial de la Humanidad por la UNESCO. Siendo en el 2008 suscrita en la XXXII sesión.

### Exponentes notables
- Andy Palacio Belice
- Aurelio Martínez Honduras
- Juan Carlos Sánchez Álvarez Guatemala
- Pilo Tejeda Honduras
- Sofía Blanco Guatemala
- Guillermo Anderson Honduras